# Контраст

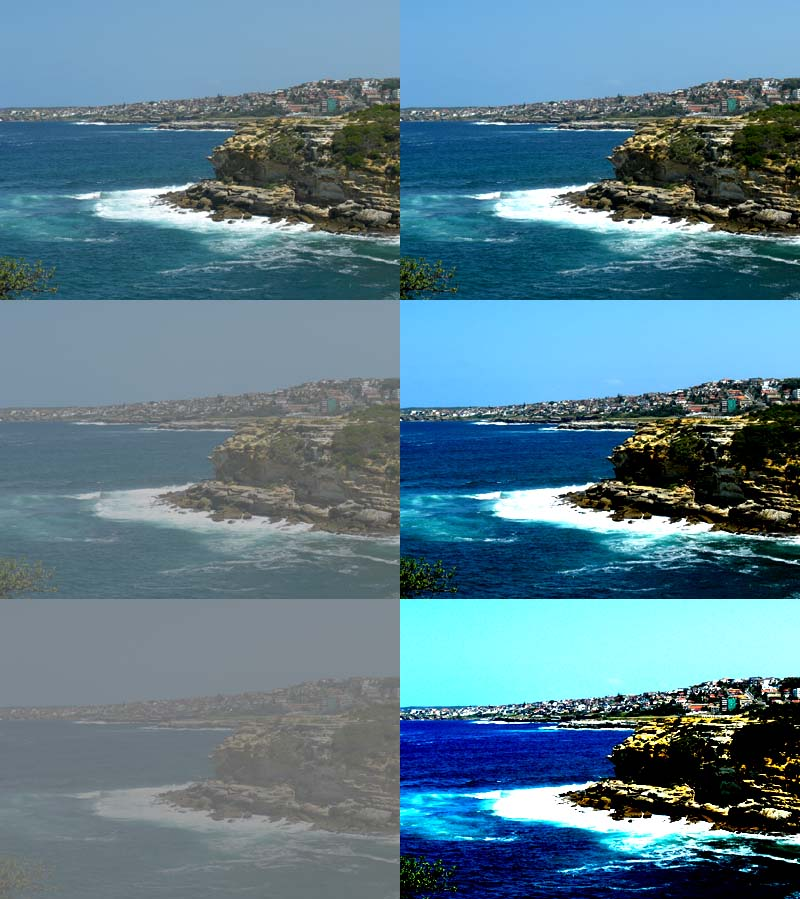
Версії одного і того ж зображення з різною контрастністю

Контра́ст — міра виявлення (і, отже, розпізнавання) об'єкта на якому-небудь тлі. Розрахувати контраст можна, якщо відома яскравість об'єкта і фону, на якому ми спостерігаємо об'єкт:
де: Lо — яскравість об'єкта; Lф — яскравість фону.
Правильний розрахунок контрасту необхідний для отримання гармонійного розподілу яскравості. Це дуже важливо, оскільки баланс яскравостей справляє сильний вплив на сприйняття освітлюваного об'єкта.
В ідеалі контраст між освітлюваним об'єктом і його найближчим оточенням не повинен перевищувати 3, а контраст між об'єктом і загальним фоном — 10. Різкий контраст справляє неприємне враження і приводить до зорової втоми, оскільки оку доводиться постійно пристосовуватися до різних рівнів яскравості. Недостатній контраст також небажаний, оскільки в цьому випадку об'єкти виглядають плоскими і погано розрізняються на фоні, що також приводить до зорового стомлення.

## Відношення величин одного сигналу
- Оптичний контраст — відмінність предмета спостереження від навколишнього його фону[1].
  - Кольоровий контраст — різновид оптичного контрасту, пов'язаний з різницею кольорових відтінків. Поняття використовується в дизайні, рекламі та в фотографії («за рахунок кольорової контрасту виділений об'єкт …»).
- Контраст зображення, діапазон яскравості зображення — відношення яскравості найсвітлішої та найтемнішої частин зображення[1].
- Контраст освітлення — величина, що вказує на різницю в яскравості по різному освітленого об'єкту та фону або ділянки об'єкту в конкретній сцені. Кількісно виражається як відношення різниці яскравостей до їх суми. Знаходиться в межах від 0 до 1. При використанні декількох ламп-спалахів контраст освітлення заданий співвідношенням їхніх потужностей, положень і напрямку.
- Контрасність (англ. Contrast ratio — діапазон яскравостей або діапазон щільностей) — максимальне відношення яскравостей або щільностей пристрою або матеріалу виведення зображення. Відношення яскравостей або щільностей самого світла та найтемнішого місця на пристрої або матеріалі. Зазвичай виражається у вигляді співвідношення 1000:1 для дисплея, десятичного логарифма 3.0D в сенсітометрії, або двоїчного логарифма 10 ступенів у фотографії.